# Laura Esquivel (scrittrice)
Laura Esquivel (Città del Messico, 30 settembre 1950) è una scrittrice e politica messicana.

## Biografia
Terza figlia del telegrafista Julio César Esquivel e di sua moglie Josefina, Laura Esquivel si è dedicata alla docenza e ha scritto opere di teatro per bambini e sceneggiature cinematografiche. Nei suoi romanzi utilizza il realismo magico (combinazione del soprannaturale con la quotidianità). 
Il suo primo e più celebre romanzo, Dolce come il cioccolato (Como agua para chocolate) del 1989, è stato rappresentato al cinema da suo marito, il regista Alfonso Arau, nel 1992, con il titolo Come l'acqua per il cioccolato e premiato con dieci premi Ariel della Accademia Messicana delle Arti e Scienze Cinematografiche. Nel romanzo, la scrittrice proclama l'importanza della cucina come il luogo più importante delle case, elevandola a sorgente per la conoscenza e la comprensione del sapore e del desiderio.
Sia il film che il libro, tradotto in più di 30 lingue, ebbero successo in molti paesi. Nel 1994 le fu assegnato il Premio ABBY (American Bookseller Book of the Year), che per la prima volta venne concesso a una scrittrice straniera.
Attiva in politica, dal 2015 al 2018 è stata deputata al Congresso dell'Unione per il Movimento Rigenerazione Nazionale, il partito di Andrés Manuel López Obrador.
Sposata con l'attore e regista Alfonso Arau, vive a Città del Messico e ha due figli.

## Opere
- Dolce come il cioccolato (Como agua para chocolate) (1989)
- La legge dell'amore (La ley del amor) (1995)
- Íntimas suculencias (1998), raccolta di racconti
- Estrellita marinera (1999), libro per bambini
- El libro de las emociones (2000)
- Veloce come il desiderio (Tan veloz como el deseo) (2001)
- La voce dell'acqua (Malinche) (2006)
- A Lupita piaceva stirare (A Lupita le gustaba planchar) (2014)
- El diario de Tita (2016)
- Dolce come il desiderio (Mi negro pasado) (2017)

Dolce come il cioccolato, El diario de Tita e Dolce come il desiderio costituiscono una trilogia.